# Универзитет „Александру Јоан Куза” у Јашу
Универзитет „Александар Јоан Куза” у Јашу (рум. Universitatea „Alexandru Ioan Cuza” din Iași) је најстарија високошколска установа у Румунији.
Као такав основан је декретом првог румунског кнеза 1860. године.